# 여성에 대한 모든 형태의 차별철폐에 관한 협약

여성에 대한 모든 형태의 차별 철폐에 관한 협약(Convention on the Elimination of All Forms of Discrimination Against Women)은 유엔 인권 협약이다. 유엔 총회는 1979년 12월 18일 여성에 대한 모든 형태의 차별 철폐에 관한 협약을 채택했다. 여성 차별 철폐 협약은 20번째 비준서가 유엔 사무총장에게 기탁된 1981년 9월 3일부터 효력을 발생했고, 2002년 2월 기준으로 168개국이 가입해 있다. 대한민국은 1984년 12월 27일 이 협약을 비준하였고, 조선민주주의인민공화국은 2001년 2월 27일 가입하였다. 중국은 1980년 11월 4일, 쿠바는 같은 해 7월 17일 가입하였지만, 미국은 아직까지 여성 차별 철폐 협약을 비준하지 않고 있다.

## 같이 보기
- 성 역할
- 유엔 여성기구
- 여성의 권리
- 유엔 여성 차별 철폐 위원회